# Czernichówek
Czernichówek – część wsi Czernichów w Polsce położona w województwie małopolskim, w powiecie krakowskim, w gminie Czernichów.
W latach 1975–1998 Czernichówek należała administracyjnie do województwa krakowskiego.
Dawniej odrębna wieś i gmina jednostkowa w Bezirk Liszki, a następnie w powiecie krakowskim. W 1854 roku liczył 584 mieszkańców.